# Coppa Italia 2018-2019 (calcio a 5 femminile)
La Coppa Italia 2018-2019 è la 18ª edizione assoluta della manifestazione. Il torneo si giocherà dal 6 febbraio, con il turno preliminare, al 24 marzo 2019..

## Formula
Il torneo si svolge con gare a eliminazione diretta di sola andata. La formula prevede quest'anno anche un turno preliminare, oltre alla final eight. Solamente nel turno preliminare e nella finale, in caso di parità dopo 40', si svolgono due tempi supplementari di 5 minuti ciascuno, mentre nei quarti e nelle semifinali, in caso di parità dopo i tempi regolamentari, la vittoria viene determinata direttamente dai tiri di rigore. Il regolamento sarà definito tramite specifico comunicato ufficiale.

## Squadre qualificate
Sono iscritte d'ufficio le prime 12 società, al termine del girone d'andata, partecipanti al campionato nazionale di Serie A. Le prime 4 squadre accedono direttamente ai quarti di finale.
| Teste di serie | Teste di serie | Turno preliminare | Turno preliminare | Turno preliminare | Turno preliminare |
| 1              | Kick Off       | 5                 | Florentia         | 9                 | Bisceglie         |
| 2              | Real Statte    | 6                 | Ternana           | 10                | Lazio             |
| 3              | Pescara        | 7                 | Real Grisignano   | 11                | Cagliari          |
| 4              | Salinis        | 8                 | Breganze          | 12                | Olimpus           |

## Turno preliminare
| Squadra 1       | Risultato | Squadra 2 |
| --------------- | --------- | --------- |
| Florentia       | 8 - 1     | Olimpus   |
| Ternana         | 8 - 0     | Cagliari  |
| Real Grisignano | 2 - 3     | Lazio     |
| Breganze        | 3 - 1     | Bisceglie |

| Arbitri: | Luca Paverani (Roma 2) Giuseppe Lamorgese (Roma 2) |
| Crono:   | Natalia Bernardino (Terni)                         |

| |           |  |
| Bettioli 06'20'’ Ortega 07'01'’, 07'36'’, 33'57'’ Tampa 23'42'’, 32'35'’ Roda Aguilera 26'23'’ Donati 29'10'’ | Marcatori |  |

| Arbitri: | Walter Brentegani (Chiavari) Giuliano Gioviale (La Spezia) |
| Crono:   | Mirco Rossini (Firenze)                                    |

|                                                                                                 |           |                |
| Marta 06'45'’, 26'49'’, 29'01'’ Jessika 17'07'’, 32'29'’ Valeria 21'53'’, 26'21'’ Fossi 31'32'’ | Marcatori | 09'35'’ Blanco |

| Arbitri: | Francesco Sgueglia (Caserta) Giuseppe Anzisi (Mantova) |
| Crono:   | Stefano Billo (Vicenza)                                |

|                                                      |           |                 |
| Bisognin 25'22'’ Boutimah 26'00'’ Pinto Dias 33'00'’ | Marcatori | 21'10'’ Pereira |

| Arbitri: | Fabiano Maragno (Bologna) Riccardo Davì (Bologna) |
| Crono:   | Giovanni Agosta (Rovigo)                          |

|                                |           |                                             |
| Troiano 01'04'’ Prando 38'36'’ | Marcatori | 23'00'’ Taninha 25'00'’ Barca 36'00'’ Beita |

## Final eight

### Tabellone
|  | Quarti di finale | Quarti di finale | Quarti di finale |             |                | Semifinali     | Semifinali | Semifinali |  |  | Finale | Finale | Finale |  |
|  |                  |                  |                  |             |                |                |            |            |  |  |        |        |        |  |
|  | 4                | Salinis (dcr)    | 2(3)             |             |                |                |            |            |  |  |        |        |        |  |
|  | 4                | Salinis (dcr)    | 2(3)             |             |                |                |            |            |  |  |        |        |        |  |
|  | 8                | Breganze         | 2(2)             |             |                |                |            |            |  |  |        |        |        |  |
|  | 8                | Breganze         | 2(2)             |             | Salinis        | Salinis        | 1(1)       |            |  |  |        |        |        |  |
|  |                  |                  |                  |             | Salinis        | Salinis        | 1(1)       |            |  |  |        |        |        |  |
|  |                  |                  | Lazio (dcr)      | Lazio (dcr) | 1(2)           |                |            |            |  |  |        |        |        |  |
|  | 2                | Real Statte      | Lazio (dcr)      | Lazio (dcr) | 1(2)           | 1(0)           |            |            |  |  |        |        |        |  |
|  | 2                | Real Statte      |                  |             |                |                |            |            |  |  |        |        |        |  |
|  | 10               | Lazio (dcr)      | 1(2)             |             |                |                |            |            |  |  |        |        |        |  |
|  | 10               | Lazio (dcr)      | 1(2)             |             | Lazio          | Lazio          | 2          |            |  |  |        |        |        |  |
|  |                  |                  |                  |             |                |                |            |            |  |  |        |        |        |  |
|  |                  |                  | Kick Off         | Kick Off    | 10             |                |            |            |  |  |        |        |        |  |
|  | 1                | Kick Off (dcr)   | Kick Off         | Kick Off    | 10             | 5(3)           |            |            |  |  |        |        |        |  |
|  | 1                | Kick Off (dcr)   |                  |             |                |                |            |            |  |  |        |        |        |  |
|  | 5                | Florentia        | 5(1)             |             |                |                |            |            |  |  |        |        |        |  |
|  | 5                | Florentia        | 5(1)             |             | Kick Off (dcr) | Kick Off (dcr) | 3(3)       |            |  |  |        |        |        |  |
|  |                  |                  |                  |             | Kick Off (dcr) | Kick Off (dcr) | 3(3)       |            |  |  |        |        |        |  |
|  |                  |                  | Pescara          | Pescara     | 3(2)           |                |            |            |  |  |        |        |        |  |
|  | 3                | Pescara          | Pescara          | Pescara     | 3(2)           | 7              |            |            |  |  |        |        |        |  |
|  | 3                | Pescara          |                  |             |                |                |            |            |  |  |        |        |        |  |
|  | 6                | Ternana          | 2                |             |                |                |            |            |  |  |        |        |        |  |

### Quarti di finale
| Arbitri: | Olga De Giorgi (Modena) Silvia Volonterio (Como) |
| Crono:   | Stefano Mestieri (Finale Emilia)                 |

|                       |                      |                                     |
| Taty 31'57'’, 33'12'’ | Marcatori            | 26'41'’ Pinto Dias 28'43'’ Boutimah |
| Siclari Rozo Taty     | Tiri di rigore 3 – 2 | Pinto Dias Alves Rebe               |

| Arbitri: | Antonella Manca (Sassari) Sara Lucia (Aosta) |
| Crono:   | Marco Criscione (Bergamo)                    |

|                 |                      |                           |
| Mansueto 2'57'’ | Marcatori            | 15'38'’ Xhaxho            |
| Mansueto Ion    | Tiri di rigore 0 – 2 | Ceccobelli Taninha Xhaxho |

| Arbitri: | Chiara Amicucci (Avezzano) Claudia Lozzi (Roma 2) |
| Crono:   | Sirio Lanuti (Modena)                             |

|                                                                 |                      |                                                                            |
| Nona 4'38'’, 30'11'’ Vanin 15'20'’ Vieira 21'47'’ Belli 28'27'’ | Marcatori            | 20'34'’ Aramendia 28'15'’ Valeria 31'47'’, 36'24'’ Jessika 34'08'’ Perelli |
| Vanin Belli Vieira                                              | Tiri di rigore 3 – 1 | Renatinha Marta                                                            |

| Arbitri: | Sue Ellen Salvatore (Gallarate) Martina Piccolo (Padova) |
| Crono:   | Giacomo Voltarel (Treviso)                               |

|                                                                                          |           |                                |
| Gayardo 0'30'’, 33'35'’ Borges 1'21'’, 26'10'’ D'Incecco 12'41'’ Amparo 14'27'’, 37'55'’ | Marcatori | 26'57'’ Lucileia 39'53'’ Tampa |

### Semifinali
| Arbitri: | Giulia Fedrigo (Pordenone) Carlotta Filippi (Bergamo) |
| Crono:   | Stefano Lavanna (Pesaro)                              |

|                    |                      |                           |
| Pinheiro 31'38'’   | Marcatori            | 34'06'’ Taty              |
| Siclari Taina Taty | Tiri di rigore 1 – 2 | Ceccobelli Taninha Xhaxho |

| Arbitri: | Alessandra Carradori (Roma 1) Antonella Maglietta (Bari) |
| Crono:   | Luca Serfilippi (Pesaro)                                 |

|                                           |                      |                                                     |
| Nona 10'06'’ Vieira 22'59'’ Vanin 36'00'’ | Marcatori            | 23'46'’ Cortés 35'35'’ Cely 38'35'’ Amparo          |
| Vanin Belli Vieira Atz Guti Nona Pesenti  | Tiri di rigore 3 – 2 | Amparo Dayane Cely D'Incecco Borges Guidotti Cortés |

### Finale
| Arbitri: | Carmelo Alfano (Palermo) Vincenzo Tafuro (Brindisi) Alessandro Ghetti (Bologna) |
| Crono:   | Adriano Sodano (Bologna)                                                        |

| |            | |
| Xhaxho 18'13'’ Taninha 39'42'’                                                                                           | Marcatori  | 15'22'’ (aut.) Xhaxho 16'06'’, 20'18'’ Vanin 17'24'’ Vieira 18'03'’ Guti 26'25'’ Atz 31'14'’ Belli 31'41'’, 37'17'’ Perruzza 32'19'’ (rig.) Sangiovanni |
| · Tirelli · Barca · Beita · Taninha · Xhaxho · Ceccobelli · Sabatino · Agnello · Pinheiro · Grieco · Vanelli · Scarcella | Formazioni | Dibiase Vanin Atz Vieira Nona Guti Pesenti Perruzza Plevano Sangiovanni Belli Brugnoni                                                                  |
| Daniele Chilelli | Allenatori | Riccardo Russo |